# 盛京将军

盛京将军辖区（1820年）

盛京将军（穆麟德轉寫：mukden i jiyanggiyūn），全称“镇守盛京等处将军”，又称奉天将军，为清朝駐防將軍、从一品武职，驻盛京城。乾隆年间，开始节制奉天府尹。光绪年间，兼管盛京五部事宜:16—17。光绪三十三年（1907年）裁撤，改由东三省总督管辖。

## 沿革
清朝设盛京驻防将军一人。其下属有主事、笔帖式等官员。按《清史稿》：清初时曾以内大臣一人为留守。顺治三年（1646年），改昂邦章京。康熙元年治所徙辽东，改称辽东将军。乾隆十二年（1747年），治所移驻盛京，改称盛京将军。
《清史稿》所载“徙辽东”可能并不准确，其中“辽东”指的是辽阳，但史料中并无任何关于盛京将军曾把驻地迁移至辽阳的记录。而且康熙二年，辽东将军乌库理仍在盛京城，还曾因盛京大旱“延请高士祈雨”。
盛京将军与奉天府尹虽同处一地区，但“将军府尹不相关涉，各分珍域之所致”。乾隆二十七年（1762年），乾隆帝为方便侦办刑事案件，捉拿罪犯，下令：“府尹为全省大吏，虽不可便为将军属员，亦当令其听将军节制”。奉天府尹始受盛京将军节制:16。
光绪元年（1875年），以盛京将军管理盛京兵部、刑部，佩戴金银库印钥稽核户部。光绪三十一年（1905年），盛京五部事宜由盛京将军兼管:16—17。

## 下属
盛京将军下设盛京副都统、锦州副都统、金州副都统（衙门由熊岳副都统遷駐）、兴京副都统（清末设）以及副都统衔总管一人。城守尉八人，盛京四人，兴京、凤凰、辽阳、开原城各一人。协领十五人，内设水师一人。防守尉二人，分驻牛庄、熊岳。佐领一百三十一人，内设宗室二人、水师二人。防御一百零二人，内设水师四人。骁骑校二百零七人，内设水师八人。

## 辖区
雍正年间，官方文件已提及东三省，即奉天、吉林、黑龙江三省。乾隆年间，官方文件提及奉天省，实际上是奉天府尹的辖区:19。又有当代研究者将盛京将军辖区称为奉天省。除奉天府外，盛京将军辖区还包括盛京围场，三大牧厂——养息牧厂、大凌河牧厂、盘蛇驿牧厂，哲里木盟的六旗（科左三旗、科右三旗）:9—10。
光绪三十三年（1907年），东三省各省正式建省，设置奉天巡抚:19。盛京将军辖区正式设置奉天省。
| 盛京将军行政区划图（1820年）      |
| 奉天府 锦州府 大凌河牧场 养息牧场 |

## 历任盛京将军
| 姓名       | 任命時間     | 卸任時間     | 卸任原因 | 備註                              |
| 何洛会     | 顺治元年     | 顺治二年     |          | 满洲镶白旗                        |
| 叶克书     | 顺治二年     | 顺治十四年   |          | 满洲正红旗，辉和氏                |
| 敦拜       | 顺治十四年   | 顺治十七年   |          | 满洲正黄旗，富察氏                |
| 乌库礼     | 康熙元年     | 康熙四年     |          | 满洲镶白旗，扎库塔氏              |
| 达都       | 康熙五年     | 康熙七年     |          | 满洲镶红旗，他塔拉氏              |
| 吴玛护     | 康熙七年     | 康熙九年     |          | 满洲镶白旗，宜特墨氏              |
| 阿穆尔图   | 康熙九年     | 康熙十二年   |          | 以副都统代职， 满洲镶白旗，那拉氏 |
| 倭内       | 康熙十二年   | 康熙十七年   |          | 满洲正黄旗，邢佳氏                |
| 安珠护     | 康熙十七年   | 康熙二十二年 |          | 满洲正黄旗                        |
| 伊巴罕     | 康熙二十二年 | 康熙二十四年 |          | 满洲镶白旗                        |
| 察尼       | 康熙二十四年 | 康熙二十七年 |          | 宗室，贝勒，正蓝旗                |
| 绰克讬     | 康熙二十七年 | 康熙三十七年 |          | 宗室，镶红旗，辅国公              |
| 苏努       | 康熙三十七年 | 康熙四十七年 |          | 宗室，贝子，镶红旗                |
| 孟俄洛     | 康熙四十七年 | 康熙四十八年 |          | 觉罗，镶黄旗                      |
| 嵩祝       | 康熙四十八年 | 康熙五十年   |          | 满洲镶白旗，赫舍里氏              |
| 唐保住     | 康熙五十年   | 雍正二年     |          | 满洲镶黄旗，钮祜禄氏              |
| 绰奇       | 雍正二年     | 雍正三年     |          | 满洲正紅旗，                      |
| 噶尔弼     | 雍正三年     | 雍正五年     |          | 满洲镶红旗，那拉氏                |
| 伊礼布     | 雍正五年     | 雍正七年     |          | 觉罗                              |
| 多索礼     |              | 雍正七年     |          |                                   |
| 那苏图     | 雍正七年     | 雍正十二年   |          | 满洲镶黄旗，戴佳氏                |
| 柏脩       | 雍正十二年   | 乾隆元年     |          | 满洲镶红旗，觉罗                  |
| 博第       | 乾隆元年     | 乾隆三年     |          | 满洲正蓝旗，完颜氏                |
| 额尔图     | 乾隆三年     | 乾隆九年     |          |                                   |
| 达勒党阿   | 乾隆九年     | 乾隆十二年   |          |                                   |
| 阿兰泰     | 乾隆十二年   | 乾隆二十一年 |          |                                   |
| 清保       | 乾隆二十一年 | 乾隆二十三年 |          |                                   |
| 格舍图     | 乾隆二十三年 | 乾隆二十七年 |          |                                   |
| 朝铨       | 乾隆二十七年 | 乾隆三十二年 |          |                                   |
| 新柱       |              | 乾隆三十三年 |          |                                   |
| 明福       |              | 乾隆三十三年 |          |                                   |
| 额尔德蒙额 | 乾隆三十三年 | 乾隆三十四年 |          |                                   |
| 恒禄       | 乾隆三十四年 | 乾隆三十七年 |          |                                   |
| 增海       | 乾隆三十七年 | 乾隆三十八年 |          |                                   |
| 弘晌       | 乾隆三十八年 | 乾隆四十七年 |          | 宗室                              |
| 索诺木策凌 | 乾隆四十七年 | 乾隆四十八年 |          |                                   |
| 庆桂       |              | 乾隆四十八年 |          |                                   |
| 永玮       | 乾隆四十八年 | 乾隆五十一年 |          | 宗室                              |
| 庆桂       | 乾隆五十一年 | 乾隆五十二年 |          | 再任                              |
| 永铎       |              | 乾隆五十二年 |          | 宗室                              |
| 都尔嘉     | 乾隆五十二年 | 乾隆五十三年 |          |                                   |
| 嵩椿       | 乾隆五十四年 | 乾隆五十六年 |          |                                   |
| 琳宁       | 乾隆五十六年 | 嘉庆八年     |          | 宗室                              |
| 富俊       | 嘉庆八年     | 嘉庆十六年   |          | 蒙古正黄旗                        |
| 和宁       | 嘉庆十六年   | 嘉庆十九年   |          |                                   |
| 晋昌       | 嘉庆十九年   | 嘉庆二十三年 |          | 宗室                              |
| 富俊       | 嘉庆二十三年 | 嘉庆二十四年 |          | 再任                              |
| 赛冲阿     | 嘉庆二十四年 | 嘉庆二十五年 |          | 满洲正黄旗，赫舍里氏              |
| 松筠       | 嘉庆二十五年 | 道光二年     |          |                                   |
| 晋昌       | 道光二年     | 道光七年     |          | 再任                              |
| 奕颢       | 道光七年     | 道光十年     |          | 宗室                              |
| 瑚松额     | 道光十年     | 道光十二年   |          |                                   |
| 奕颢       | 道光十二年   | 道光十三年   |          | 再任                              |
| 宝兴       | 道光十三年   | 道光十五年   |          | 觉罗                              |
| 奕经       | 道光十五年   | 道光十六年   |          | 宗室                              |
| 宝兴       | 道光十六年   | 道光十八年   |          | 再任                              |
| 耆英       | 道光十八年   | 道光二十二年 |          | 宗室                              |
| 禧恩       | 道光二十二年 | 道光二十七年 |          | 宗室                              |
| 奕兴       | 道光二十七年 | 咸丰四年     |          | 宗室                              |
| 英隆       | 咸丰四年     | 咸丰六年     |          |                                   |
| 奕湘       |              | 咸丰六年     |          | 宗室                              |
| 庆祺       | 咸丰六年     | 咸丰八年     |          |                                   |
| 玉明       | 咸丰八年     | 同治四年     |          |                                   |
| 恩合       | 同治四年     | 同治五年     |          |                                   |
| 都兴阿     | 同治五年     | 光绪元年     |          |                                   |
| 崇实       | 光绪元年     | 光绪二年     |          |                                   |
| 崇厚       | 光绪二年     | 光绪四年     |          |                                   |
| 歧元       | 光绪四年     | 光绪七年     |          |                                   |
| 崇绮       | 光绪七年     | 光绪十年     |          | 满洲镶黄旗                        |
| 庆裕       | 光绪十年     | 光绪十五年   |          |                                   |
| 裕禄       | 光绪十五年   | 光绪二十一年 |          |                                   |
| 依克唐阿   | 光绪二十一年 | 光绪二十五年 |          |                                   |
| 增祺       | 光绪二十五年 | 光绪三十一年 |          |                                   |
| 赵尔巽     | 光绪三十一年 | 光绪三十三年 |          | 汉军正蓝旗                        |
| 徐世昌     | 光绪三十三年 | 宣统元年     |          | 东三省总督                        |
| 锡良       | 宣统元年     | 宣统三年     |          | 东三省总督兼三省将军事            |
| 赵尔巽     |              | 宣统三年     |          | 东三省总督兼三省将军事            |

## 备注
1. ↑  科左三旗，即科尔沁左翼前旗、科尔沁左翼中旗、科尔沁左翼后旗，科右三旗即科尔沁右翼前旗、科尔沁右翼中旗、科尔沁右翼后旗。

## 文献
- 赵尔巽等. .   [2011-01-24]. （原始内容存档于2011-06-09）.
- 弘昼、鄂尔泰、福敏、徐元梦等. .   [2011-01-24]. （原始内容存档于2011-06-09）.